# Fetitxisme sexual

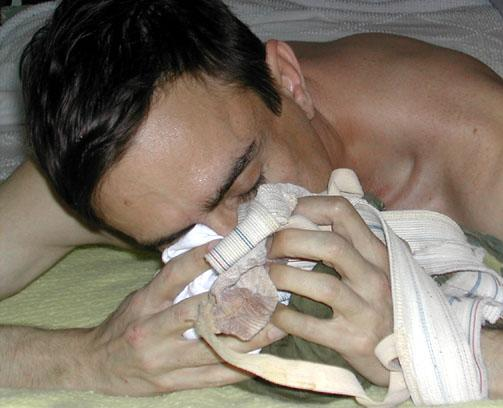
F.

El fetitxisme aplicat al sexe (fetitxisme sexual) comprèn totes aquelles pràctiques que giren al voltant d'un objecte o element de l'entorn (fetitxe) que esdevé el centre de referència del que se'n deriva l'excitació sexual.
El fetitxe sexual pot ser per tant des d'una part concreta del cos no relacionada directament amb el sexe (orelles, peus, natges), passant per una sensació o qualitat de l'entorn (olor, lloc), fins a un objecte o element determinat (peça de roba, sabates, vibrador, pírcing, tatuatge, orins -urolàgnia-, etc.). Cal matisar que, tot i que per al fetitxista la persona com a individu és secundari per a la generació d'una excitació sexual, els seus fetitxes solen tenir més capacitat excitatòria si tenen un vincle (simbòlic o no) amb una persona real(per exemple, si la roba és usada i no nova, o si un bri de cabell és de la persona estimada). Encara que molts objectes poden resultar excitants per al públic en general, es tendeix a considerar a un individu com a fetitxista quan l'excitació generada per l'objecte és major que no la que es pot generar a través del contacte amb una altra persona.
Les teories més modernes sobre fetitxisme sexual el relacionen amb les teories del comportament humà i la idea de "condicionament" o aprenentatge. Així, alguna experiència en el cicle vital (primordialment durant la infància) podria causar l'associació entre el plaer sexual i determinat objecte, relació que en essència es mantindria en l'edat adulta, generalment amb modificacions derivades de la pròpia experiència. Com tota conducta humana, que es mou entre la "normalitat" i la patologia, dintre de les distintes variants de fetitxismes, podrien establir-se diferents nivells, des de la simple preferència sexual cap a certes parts del cos o tipus d'objecte, fins a la necessitat indispensable del fetitxe per a poder arribar a l'orgasme.